# 韦尔尼奥 (伊泽尔省)
韦尔尼奥（法語：Vernioz，法語發音：[vɛʁnjo]）是法国伊泽尔省的一个市镇，属于维埃纳区。

## 地理
韦尔尼奥（45°25'19"N, 4°54'19"E）面积11.32 平方千米，位于法国奥弗涅-罗讷-阿尔卑斯大区伊泽尔省，该省份为法国东南部内陆省份，北起顺时针与安省、萨瓦省、上阿尔卑斯省、德龙省、阿尔代什省、卢瓦尔省和罗讷省。
与韦尔尼奥接壤的市镇（或旧市镇、城区）包括：阿雪、沙隆、谢雪、莱科特达雷、蒙斯特鲁-米略。

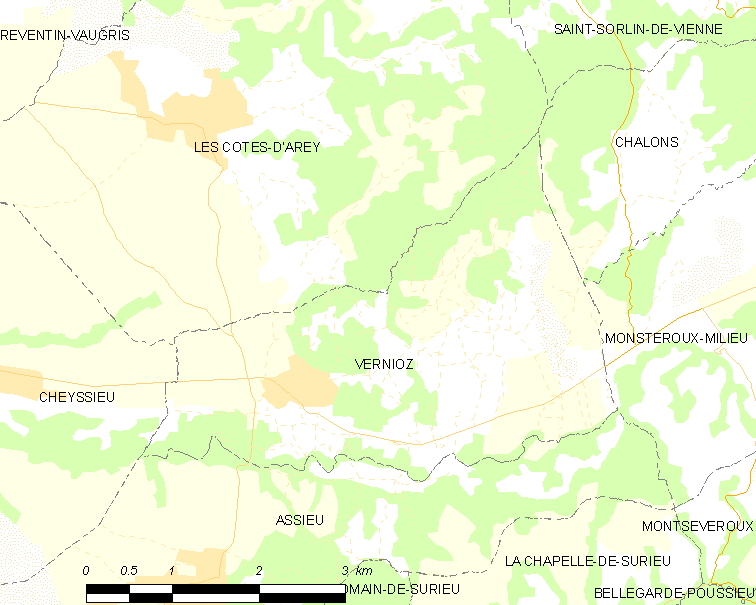
的OSM定位图

韦尔尼奥的时区为UTC+01:00、UTC+02:00（夏令时）。

## 行政
韦尔尼奥的邮政编码为38150，INSEE市镇编码为38536。

## 政治
韦尔尼奥所属的省级选区为维埃纳第二县。

## 人口

1962-2008年间人口变化图示

韦尔尼奥于2022年1月1日时的人口数量为1503人。